# BMW X1
BMW X1 — компактный пятиместный кроссовер. Производство автомобиля началось на заводе в Лейпциге, Германия, в октябре 2009 года. Первое поколение было создано на платформе универсала BMW 3-й серии, отличалось шасси и электрогидравлическим усилителем руля. Второе поколение автомобилей стало переднеприводными, в дорогих комплектациях полноприводными. Для китайского рынка выпущена удлиненная версия X1 L (с 4,454 метров до 4,56 метров). В 2012 году успешно прошел тест Euro NCAP.

## Обзор BMW X1
- BMW X1 (E84) (с октября 2009 до июня 2015) — первая модель в серии Х1
- BMW X1 (F48) (с июня 2015 до октября 2022) — обновлённый дизайн, новая линейка двигателей
- BMW X1 (U11) (с октября 2022) — переработанный дизайн, новая линейка двигателей, включая чисто электрический

- BMW X1 (E84), 2009–2015
- BMW X1 (F48), 2015–2022
- BMW X1 (U11), с 2022

| 0Поко-0 ление | Наимено- вание | 2000-е | 2000-е | 2000-е | 2000-е | 2000-е | 2000-е | 2000-е | 2000-е | 2000-е | 2000-е | 2000-е | 2010-е | 2010-е | 2010-е | 2010-е    | 2010-е    | 2010-е    | 2010-е    | 2010-е | 2010-е | 2010-е | 2010-е | 2010-е | 2010-е    | 2020-е    | 2020-е    | 2020-е    | 2020-е | 2020-е | 2020-е | 2020-е |
| 0Поко-0 ление | Наимено- вание | 0      | 1      | 2      | 3      | 4      | 5      | 6      | 7      | 8      | 9      | 9      | 0      | 1      | 2      | 2         | 3         | 4         | 5         | 5      | 6      | 7      | 8      | 9      | 9         | 0         | 1         | 2         | 2      | 3      | 4      | 5      |
| 1-е           | X1             |        |        |        |        |        |        |        |        |        |        | E84    | E84    | E84    | E84    | E84 (LCI) | E84 (LCI) | E84 (LCI) | E84 (LCI) |        |        |        |        |        |           |           |           |           |        |        |        |        |
| 2-е           | X1             |        |        |        |        |        |        |        |        |        |        |        |        |        |        |           |           |           |           | F48    | F48    | F48    | F48    | F48    | F48 (LCI) | F48 (LCI) | F48 (LCI) | F48 (LCI) |        |        |        |        |
| 3-е           | X1             |        |        |        |        |        |        |        |        |        |        |        |        |        |        |           |           |           |           |        |        |        |        |        |           |           |           |           | U11    | U11    | U11    | U11    |

В самой BMW LCI расшифровывается как Life Cycle Impulse, что является синонимом для модификации модели.

## Первое поколение
Автомобиль создан на платформе универсала BMW 3-й серии. Отличия в шасси — у Х1 иные тяги в задней многорычажной подвеске и поворотные кулаки подвески McPherson спереди, а вместо электромеханического усилителя руля стоит электрогидравлический. Привод может быть задним (такие модификации называются sDrive) или полным (xDrive).

### Модификации
- sDrive18i — четырехцилиндровый бензиновый двигатель объемом 1995 см³ (150 л.с.), задний привод (выпуск этой модификации начался в 2010 году).
- xDrive28i — шестицилиндровый рядный бензиновый двигатель объемом 2996 см³ (258 л.с.). В версии после рестайлинга двигатель заменен на четырехцилиндровый рядный бензиновый двигатель объемом 1997 см³. (245 л.с. N20), привод полный.
- xDrive18d, sDrive18d — четырехцилиндровый дизельный двигатель с турбонаддувом объемом 1955 см³ (150 л.с.), полный или задний привод.
- xDrive20d, sDrive20d — четырехцилиндровый дизельный двигатель с турбонаддувом объемом 1955 см³ (177 л.c. до рестайлинга, 184 л.с. после), полный или задний привод.
- xDrive23d — четырехцилиндровый дизельный двигатель с двойным турбонаддувом объемом 1955 см³ (204 л.с.), полный привод.
- xDrive25d — четырехцилиндровый дизельный двигатель с двойным турбонаддувом объемом 1955 см³ (218 л.с.), полный привод (после рестайлинга).

### Безопасность
Автомобиль прошел тест Euro NCAP в 2012 году:
| Euro NCAP                                               | Euro NCAP | Euro NCAP | Euro NCAP             |
| ------------------------------------------------------- | --------- | --------- | --------------------- |
| · общий рейтинг                                         |           |           |                       |
| 87%                                                     | 86%       | 64%       | 71%                   |
| взрослый пассажир                                       | ребёнок   | пешеход   | активная безопасность |
| Протестированная модель: BMW X1, 2.0 дизель, LHD (2012) |           |           |                       |

## Второе поколение
Второе поколение X1 было построено на платформе BMW UKL2. BMW X1 в базовой версии идёт с передним приводом, но в более дорогих комплектациях предлагается автоматически подключаемый полный привод с электромагнитной муфтой в приводе задних колёс. Размеры данного кроссовера увеличились, а клиренс уменьшился по сравнению с прошлой генерацией с 195 мм до 183 мм. Внедорожные качества новинки ухудшились, зато повысилась динамика разгона, улучшилась экономичность и снизился вес автомобиля. BMW X1 стал вторым переднеприводным автомобилем немецкой марки после BMW 2er Active Tourer.
Специально для китайского рынка была сделана удлиненная до 4,56 метров версия X1 L.

### Безопасность
| Euro NCAP                                             | Euro NCAP | Euro NCAP | Euro NCAP             |
| ----------------------------------------------------- | --------- | --------- | --------------------- |
| · общий рейтинг                                       |           |           |                       |
| 90%                                                   | 87%       | 74%       | 77%                   |
| взрослый пассажир                                     | ребёнок   | пешеход   | активная безопасность |
| Протестированная модель: BMW X1 sDrive18d, LHD (2015) |           |           |                       |

В рейтинге германской «Ассоциации технического надзора» (VdTUV) в возрастной категории «от 8 до 9 лет» X1 получил второе место среди самых надежных подержанных автомобилей 2019 года.

## Продажи
| Год  | Продано BMW X1, шт. |
| ---- | ------------------- |
| 2015 | 1461                |
| 2016 | 1582                |
| 2017 | 2744                |
| 2018 | 2742                |
| 2019 | 3086                |
| 2020 | 2820                |